# Аксаново
Аксаново — деревня в Можайском районе Московской области в составе сельского поселения Горетовское. Численность постоянного населения по Всероссийской переписи 2010 года — 56 человек, в деревне числятся 2 улицы и 1 садовое товарищество. До 2006 года Аксаново входило в состав Глазовского сельского округа.
Деревня расположена на севере центральной части района, примерно в 13 км к северо-западу от Можайска, на восточном берегу Можайского водохранилища, высота центра над уровнем моря 190 м. Ближайшие населённые пункты — примыкающее на юге Красновидово и Хотилово в 1,2 км на северо-запад. У деревни проходит региональная автодорога 46Н-05488 Тетерино — Поречье.